# Rosa helikopter
Rosa helikopter är det första musikalbumet av svenska gruppen Peaches, som kom ut år 2001. Låtarna "Rosa helikopter", "Skateboard" och "Vi rymmer bara du och jag" från albumet släpptes också som singlar. Låten "Rosa helikopter" blev en framgångsrik hit som nådde #7 i Sverige och #3 i Norge.

## Låtlista
1. "Skateboard = LA run" (A. Carvell, B. Keith, S. Schröder, B. Håkanson)
2. "Stockholm" (A. Thorslund)
3. "Rosa helikopter" (Nicklas Säwström)
4. "Rymdraket" (A. Thorslund, H. Erkendal)
5. "Jag ser dej" (A. Thorslund)
6. "Vi kommer loss" (A. Thorslund)
7. "Vi rymmer bara du och jag" (P.-O. Tyrén)
8. "Dansa nu" (A. Thorslund, H. Erkendal)
9. "Hallå hallå" (A. Thorslund)
10. "Jag vill inte gå hit" (M. Uggla)
11. "Vi två" (A. Thorslund)
12. "Vi går på disco" (A. Thorslund, H. Erkendal)